# 바하레 라나마
바하레 라나마(페르시아어: بهاره رهنما, 영어: Bahareh Rahnama, 1973년 12월 1일 ~ )는 이란의 배우이다.